# Louis-Georges Tin
Louis-Georges Tin (Martinica, 1974) es un profesor universitario y activista francés implicado en la lucha contra la homofobia y el racismo. Antiguo alumno de la École normale supérieure, agregado y docteur ès lettres.

## Lucha contra la homofobia
Nacido en la Martinica, hijo de profesores, después del instituto en Fort-de-France, ingresó en el Liceo Enrique IV de París y en 1993 fue admitido en la École normale supérieure. Licenciado en 1996, en 1997 Louis-Georges Tin fundó con otros compañeros una asociación de estudiantes en la École normale supérieure, llamado «Homonormalités».
En 2003, dirigió el Dictionnaire de l'homophobie, libro colectivo que reunía a 75 autores, publicado en la Presses universitaires de France, con un prefacio de Bertrand Delanoë. Los artículos reunidos analizan la homofobia a través de diferentes teorías (desde la Teología, a la Psicología, pasando por la Biología o la Antropología), las principales actores de la homofobia, se trate tanto de víctimas (como Oscar Wilde o Matthew Shepard), como de homófobos famosos, los medios sociales o la homofobia vista desde un punto de vista particular (familia, escuela, policía, deporte, etc.), los temas ordinarios de la retórica homófoba (anormal, pervertido, sida, esterilidad, etc.), los diversos países o regiones del mundo.
En 2004, fundó una nueva asociación «An Nou Allé», para agrupar a los negros homosexuales.
En 2005, otra de sus asociaciones, el Comité IDAHO, del que fue presidente hasta 2013, lanzó el Día Internacional contra la Homofobia y la Transfobia.
En 2006 lanzó una llamada «por la despenalización universal de la homosexualidad». El texto recoge las firmas de numerosos premios Nobel, como Desmond Tutu, Elfriede Jelinek, Dario Fo, Amartya Sen, José Saramago, y otras personalidades del mundo de las artes, intelectualidad o la política. El 18 de diciembre de 2008, una campaña del Comité IDAHO tuvo como resultado una declaración sobre orientación sexual e identidad de género de las Naciones Unidas, con el objetivo de la despenalización de la homosexualidad.
En 2008 publicó, en la colección de la que él mismo es director, una obra titulada L'invention de la culture hétérosexuelle («La invención de la cultura heterosexual»). Como dice él mismo, quiere hacer salir la heterosexualidad del «orden de la naturaleza» para hacerla entrar en el «orden del tiempo», es decir, en la historia. El libro pretende demostrar como la cultura heterosexual es construida socialmente a partir del siglo XII en el occidente cristiano.
En 2009, en cuanto presidente del Comité IDAHO, lanzó una campaña contra la «transfobia», con una llamada firmada por más de 300 ONG de 75 países de todo el mundo, texto firmado también por 3 premios Nobel, Elfriede Jelinek, Luc Montagnier, Françoise Barré-Sinoussi. En la víspera del día contra la homofobia y la transfobia, Roselyne Bachelot anunció que el «transexualismo» sería retirado de la lista de enfermedades mentales, convirtiendo a Francia en el primer país en hacerlo.
Para 2010, era jefe de conferencias del Institut universitaire de formation des maîtres de Orleans y enseñaba en la École des hautes études en sciences sociales.

## Lucha a favor de la «causa negra»
En 2004, Louis-Georges Tin se hace socio de Capdiv (Círculo de acción y la promoción de la diversidad en Francia), y con su amigo Patrick Lozès, lanza la idea de una federación de asociaciones negras de Francia. El 26 de noviembre de 2005, funda la asamblea nacional del CRAN (Consejo representativo de asociaciones negras de Francia), de la que se convierte en portavoz y vicepresidente. El movimiento se implica muy activamente contra la discriminación racial, promocionando principalmente el uso de las «estadísticas de la diversidad» y relanzando el debate en Francia sobre la cuestión. Louis-Georges Tin fue luego presidente del CRAN, hasta que el 15 de julio de 2020 la organización anunció su destitución por "abusos preocupantes".

## Publicaciones
- Dom Juan de Molière. Étude du texte, Louis-Georges Tin, Breal 1998.
- La guerre de Troie n'aura pas lieu de Jean Giraudoux. Étude du texte, Louis-Georges Tin, Breal, 1998.
- Séquence bac français 2e 1re histoire littéraire, Louis-Georges Tin, Breal, 2000.
- Homosexualités. Expression/répression, Louis-Georges Tin et Geneviève Pastre, Stock, 2000.
- Dictionnaire de l'homophobie, bajo la dirección de Louis-Georges Tin, Puf, 2003 (edición en español: Diccionario de la homofobia, Akal, 2012).
- Anthologie de la poésie du XVIe siècle (en colaboración con Jean Céard), Gallimard, 2005.
- Vivre à midi de Jean-Louis Bory, prefacio de Louis-Georges Tin, H&o, 2006.
- Le Théâtre catholique en France (en colaboración con Henry Phillips y Aude Pichon), Champion, 2006.
- L'Invention de la culture hétérosexuelle, Autrement, 2008 (edición en español:  La invención de la cultura heterosexual, El cuenco de plata, 2012).
- Homosexualité : aimer en Grèce et à Rome, Sandra Boehringer et Louis-Georges Tin, Belles Lettres, 2010.
- Le Pacte pour l'égalité et la diversité, bajo la dirección de Louis-Georges Tin, Autrement, 2012.
- Esclavage et réparations. Les textes-clés d'hier et d'aujourd'hui, Louis-Georges Tin, les Petits Matins, 2013.
- Esclavage et réparations. Comment faire face aux crimes de l'histoire, Louis-Georges Tin, Stock, 2013.

## Premios y distinciones
- 2005: premio Homoedu de l'homme de l'année
- 2005: Golden Tupilak Award (Estocolmo)
- 2006: Tolerantia Award (Berlin)
- 2006: Grizzly Award (Moscú)
- 2008: premio de hombre del año (Moscú)
- 2010: premio de la Slavic Pride (Moscú)